# دینوسوکوس
دینوسوکوس (نام علمی: Deinosuchus) به معنی تمساح وحشتناک نام یک سرده از تیره تمساح بود این جانور با حدود ۱۰ متر طول و ۵ تن وزن یکی از بزرگ ترین تمساح های تاریخ محسوب می شده است

## روش زندگی
دینوسوکوس بین ۸۰ تا ۷۳ میلیون سال پیش در آمریکای شمالی می زیست جثه بزرگ دینوسوکوس به او این امکان را می داد تا بتواند طیف گسترده ای از جانوران دیگر از جمله دایناسورهای گیاهخوار سراتوپسید و هادروسارید ، خزندگان پرنده یا پتروسورها و نیز لاکپشت ها و ماهی های بزرگ جثه را شکار کند با وجود این مزیت ها جثه ی بزرگ دینوسوکوس باعث آسیب پذیری آن نسبت به تغییرات آب و هوایی می شد که در نهایت عامل انقراض این جانور گشت زیرا این خزنده غول پیکر برای بقا نیاز به حجم انبوهی از مواد غذایی و نیز سرپناه مناسب برای مقابله با شرایط دشوار محیطی داشت شواهدی وجود دارد که نشان می دهد احتمالاً این جانور نیز مانند یکی از خویشاوندان امروزین خود یعنی تمساح آب شور می توانسته در دریا و اقیانوس ها نیز به زندگی و شکار بپردازد اگرچه این مسئله هنوز به صورت قطعی اثبات نشده است البته آرواره او قدرت مند تر از تمساح آب شور است بعضی وقت ها تیرانوسورس یا تی رکس هم حمله میکرد